# Grandeza del Río Blanco
Grandeza del Río Blanco är en ort i Mexiko.   Den ligger i kommunen Venustiano Carranza och delstaten Chiapas, i den sydöstra delen av landet, 800 km öster om huvudstaden Mexico City. Grandeza del Río Blanco ligger 716 meter över havet och antalet invånare är 893.
Terrängen runt Grandeza del Río Blanco är huvudsakligen kuperad, men söderut är den platt. Runt Grandeza del Río Blanco är det ganska tätbefolkat, med 52 invånare per kvadratkilometer. Närmaste större samhälle är Venustiano Carranza, 8,3 km sydväst om Grandeza del Río Blanco. Omgivningarna runt Grandeza del Río Blanco är en mosaik av jordbruksmark och naturlig växtlighet.